# Rákócziújfalu
Rákócziújfalu es un pueblo húngaro perteneciente al distrito de Szolnok, condado de Jász-Nagykun-Szolnok.

## Superficie
Cuenta con una superficie de 19,61 km².

## Demografía
Hasta 2024 la población era de 1793 habitantes, con una densidad de población de 91,43 hab/km².
| Gráfica de evolución demográfica de Rákócziújfalu entre 2020 y 2024 |
|                                                                     |
| Datos según la Oficina Central de Estadística de Hungría.           |